# Casa del Fauno

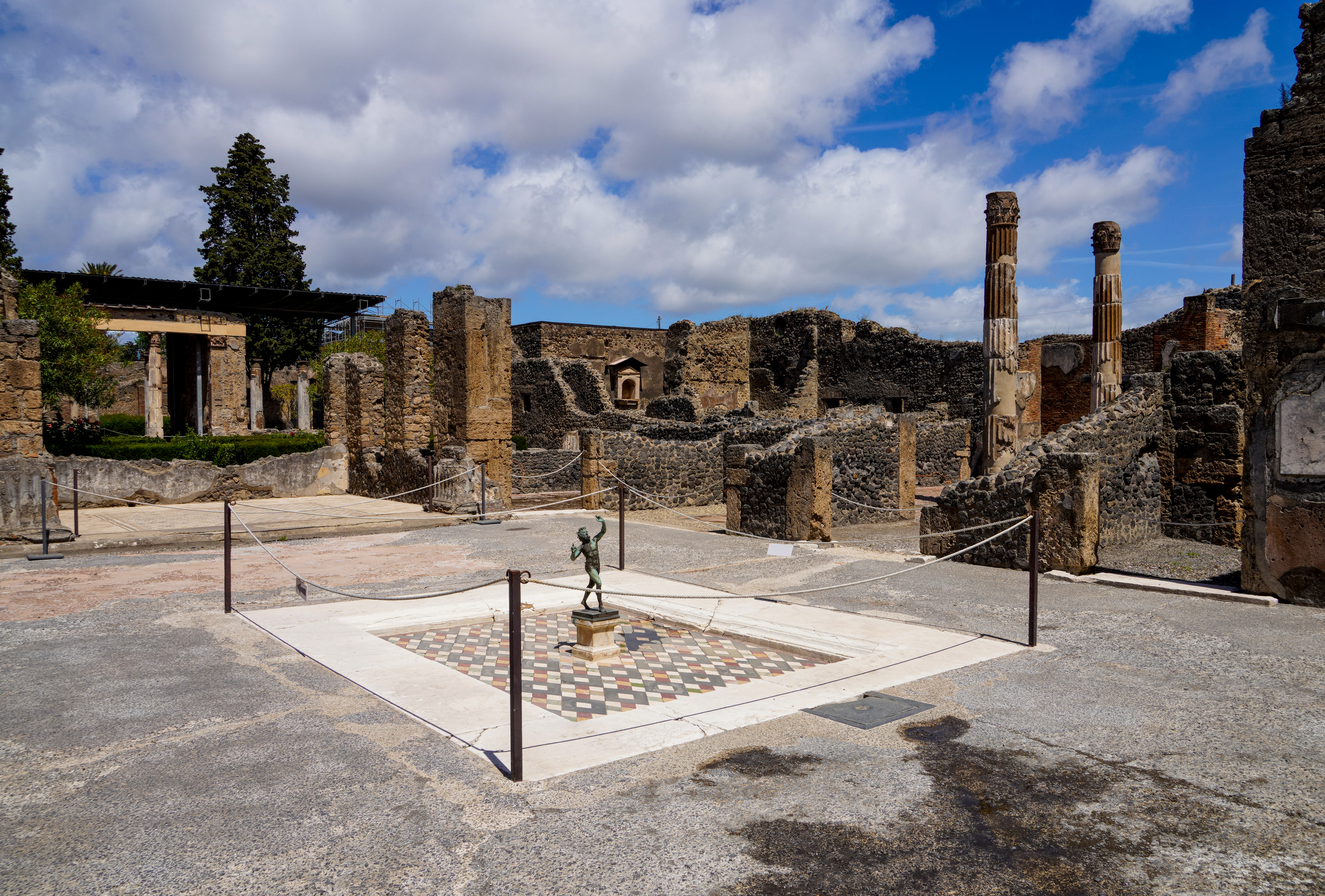
L'atrio

La casa del Fauno è una casa di epoca romana, sepolta durante l'eruzione del Vesuvio del 79 e ritrovata a seguito degli scavi archeologici dell'antica Pompei: si tratta di una delle abitazioni più vaste della città e deve il suo nome ad una statua in bronzo, raffigurante un satiro, posta nell'impluvium. Occupa quasi completamente la Insula 12 della Regio VI.

## Storia

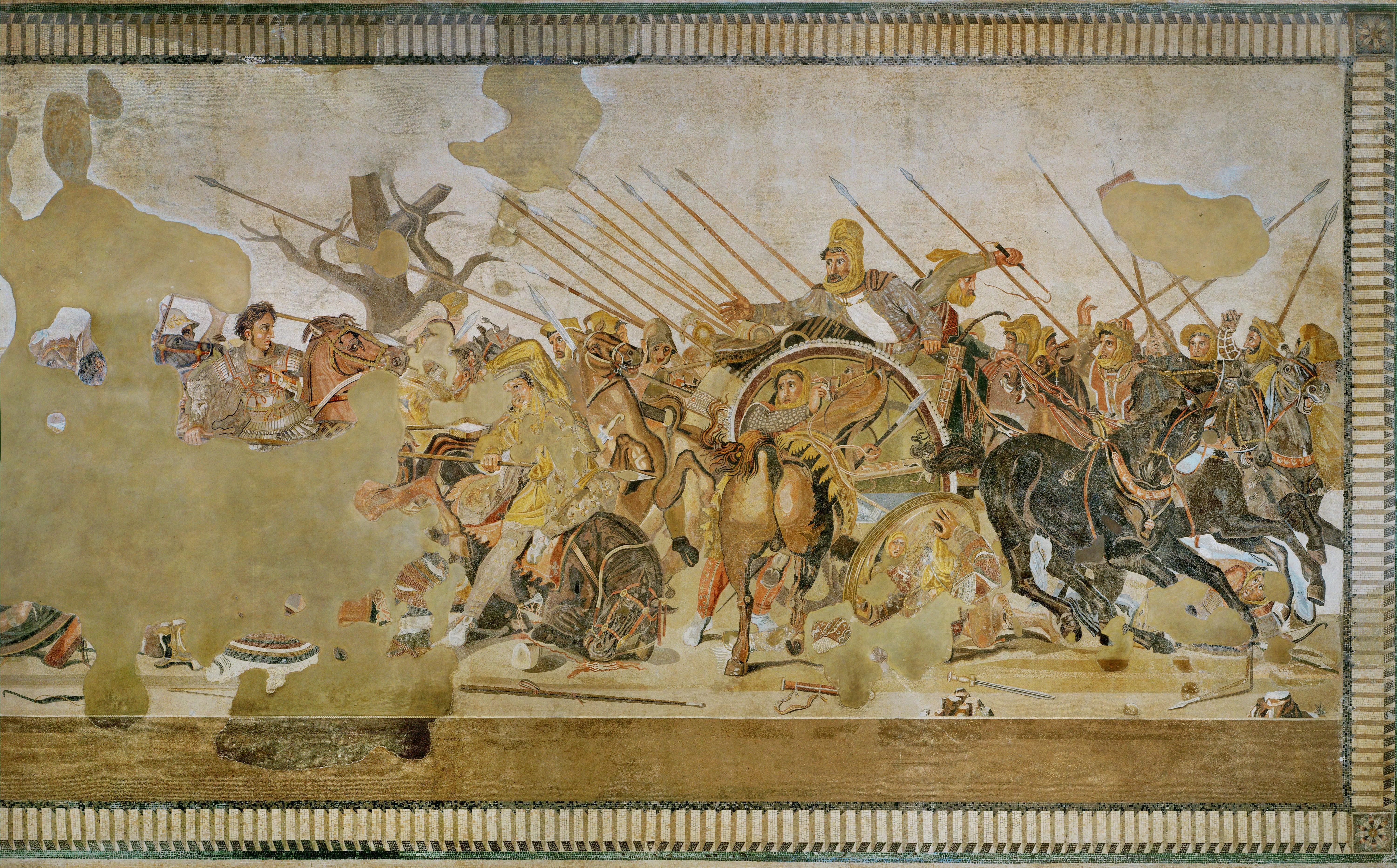
Il mosaico della battaglia di Isso

Una prima costruzione della casa risale al III secolo a.C., di dimensioni ridotte rispetto a quella attuale e caratterizzata da un grande orto; nel II secolo a.C., intorno al 120 a.C., sfruttando anche altre abitazioni vicine ed alzando di circa un metro il piano di calpestio, la casa fu totalmente ricostruita ed ampliata, raggiungendo un'estensione di 2970 metri quadrati. Una delle opere principali fu la costruzione di un secondo peristilio: la scelta di avere una casa con ampi atri e peristili e pochi ambienti servili e abitativi è da ricondursi al fatto che il proprietario aveva la necessità di ostentare la propria ricchezza ed il proprio potere. Nel I secolo fu risistemata la zona del bagno e dei servizi. Sepolta dall'eruzione del Vesuvio nel 79, fu esplorata a partire dall'inizio del XIX secolo, offrendo una grande varietà di decorazioni in primo stile, di tipo ellenistico, caratterizzate da numerosi mosaici, asportati per preservarne l'integrità e custoditi al museo archeologico nazionale di Napoli: al suo interno furono anche ritrovati un gran numero di oggetti in oro ed argento, tra cui un bracciale a forma di corpo di serpente.

## Descrizione

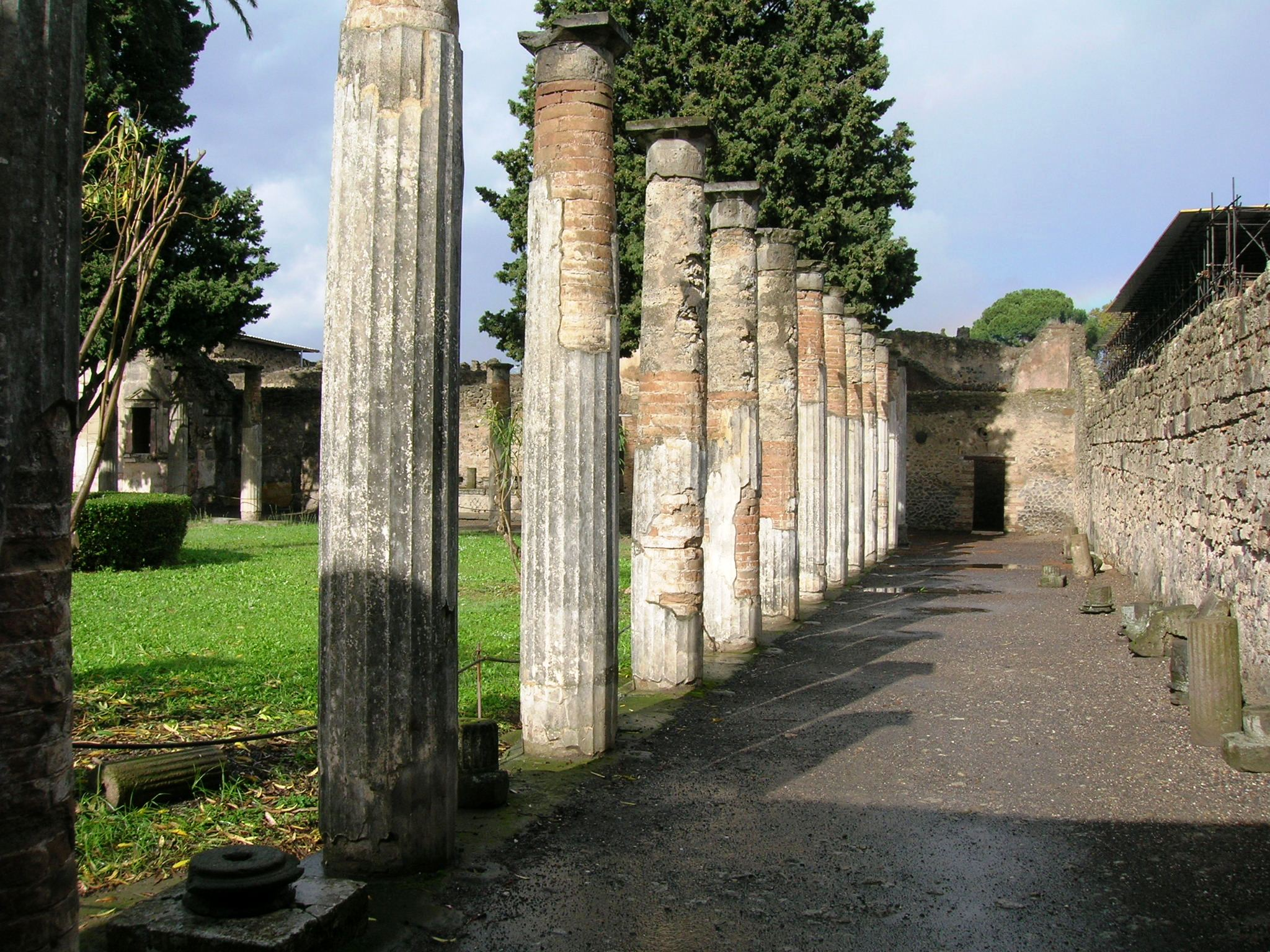
Colonnato del peristilio

L'ingresso dell'abitazione, sostenuto da pilastri in tufo, è caratterizzato da una scritta sul pavimento con tessere multicolore, che riportano il saluto Have, per esibire la cultura del proprietario, conoscitore della lingua latina, in quanto a Pompei, in quel periodo, si parlava ancora la lingua osca. Superato il vestibolo, pavimentato in opus sectile, con triangoli in marmo e pietra calcarea e nel quale era probabilmente posto un piccolo tempietto realizzate con colonne corinzie, si accede all'atrio: di tipo tuscanico, al centro è posto l'impluvium, realizzato in travertino e non in tufo, com'era consuetudine e nella vasca fu ritrovato un satiro danzante, erroneamente interpretato come un fauno, oggi conservato al museo nazionale; era inoltre presente un mosaico in opus vermiculatum, raffigurante maschere tragiche. Nella stanza si nota la caratteristica preparazione delle pareti, prima di essere affrescate: sono infatti presenti i fori lasciati dai chiodi che fissavano le lastre di piombo, per impedire all'umidità di penetrare attraverso l'intonaco e tale tecnica era una consuetudine utilizzata prima dell'arrivo dei romani. Intorno all'atrio si aprono diversi cubicoli e due alae, oltre ad un tablino, nel quale il proprietario, un magistrato della famiglia dei Satrii, come scritto su una cornice in tufo dove probabilmente era posta una statua o dei Cassii, come testimoniato da un anello utilizzato come sigillo, riceveva i clienti: al suo interno fu rinvenuto lo scheletro di una donna intenta a salvare denari e gioielli. Ai lati del tablino, due triclini, nei quali sono presenti raffigurazioni di pesci e di un demone su una pantera.

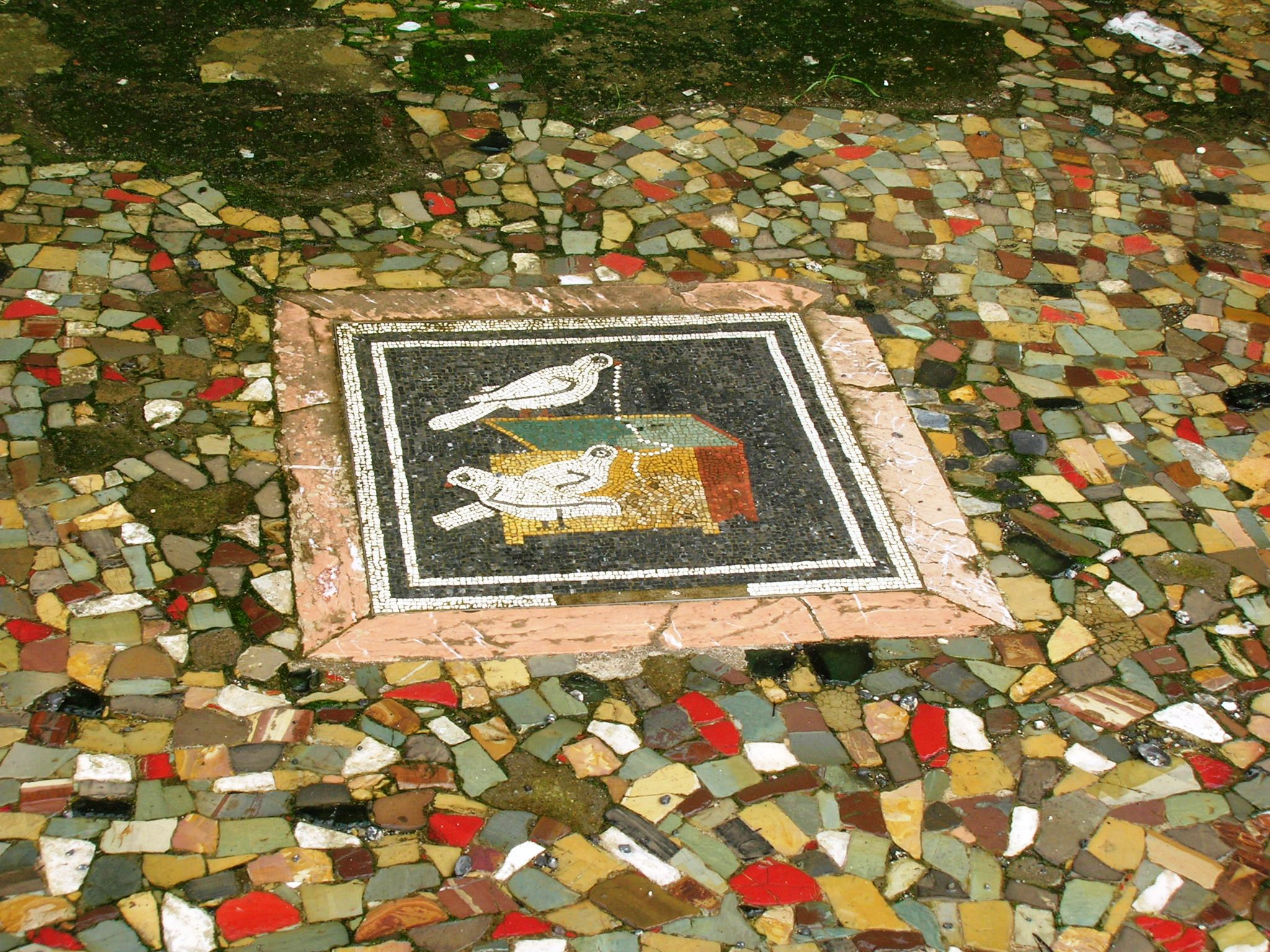
Mosaico pavimentale

Intorno ad un secondo atrio tetrastilo, con quattro colonne, si aprono diversi ambienti di servizio, oltre che un accesso secondario alla casa: la stanza da letto è ornata da un affresco di Satiro e Baccante; tutte le stanze dispongono di decorazioni emblematiche come il gatto che mangia una pernice e tre colombe che rubano un anello. La casa era dotata anche di un piccolo quartiere termale con tepidarium e calidarium, il primo realizzato in una casa privata di Pompei.
La casa dispone di due peristili: quello di minor dimensioni è ornato da ventotto colonne di tipo ionico, che hanno sostituito quelle originali di tipo dorico; un'esedra divide i due peristili ed al suo interno fu ritrovato un mosaico, che fungeva da pavimentazione, raffigurante la Battaglia di Isso tra Alessandro e Dario: il mosaico, commissionato probabilmente poiché antenati del proprietario dovevano avere rapporti con il re macedone, è una copia del famoso dipinto di epoca greca, eseguito dal pittore Filosseno ed è stato realizzato con circa un milione e mezzo di tessere; sulla soglia dell'esedra un mosaico raffigurante scene nilotiche con ippopotami e coccodrilli; sono inoltre presenti stucchi in primo stile. Il secondo peristilio, più grande, ha una lunghezza di quarantacinque metri, per una larghezza di quaranta, è circondato da un doppio ordine di quarantaquattro colonne di tipo dorico, rivestite in stucco ed è decorato con mosaici: nella parte sinistra del peristilio diverse nicchie venivano utilizzate come larari e nelle loro vicinanze furono rinvenuti due candelabri in bronzo, due treppiedi, due lampade ed una statuetta del Genio. Sul fondo si aprono alcune stanze riservate alla servitù, di cui una appartenente al custode che svolgeva anche mansioni da giardiniere. Nell'oecus è rappresentato un leone, in quale però appare notevolmente danneggiato. Nella stalla sono stati ritrovati i resti di quattro uomini e due buoi.